# Sergine André
Sergine André, dite Djinn, née en 1969 à Verrettes(Haïti), est une artiste peintre haitiano-belge depuis 2010. Son imaginaire puise à la fois dans la tradition magique de sa région natale et dans l'avant-garde artistique haïtienne.

## Biographie
Née en 1969 à Verrettes, elle suit une formation artistique et technique à l’école d’Art d’Ottawa en 1997. Elle est lauréate du concours Connaître les Jeunes Peintres de l’Institut français d'Haïti et a l'occasion de travailler à l’École nationale des Beaux-Arts de Paris comme artiste invitée.
En 2006, elle participe en tant qu’artiste invitée à un programme de résidence artistique à The Bag Factory en Afrique du Sud.
En 2011, elle participe à la Biennale de Venise.
Ses origines haïtiennes ont une influence sur son style artistique, qui se ressent dans les thèmes abordés dans ses œuvres comme la nature, l'invisible ou la tendresse.
Son travail a été exposé aux Caraïbes, aux États-Unis, au Canada, en Europe et en Afrique du Sud.

## Expositions et curations
- 2022: World Atlantic Fair 2022, Galerie Monnin
- 2022: Vives, Collective exhibition, Maison Dufort, Centre d'Art et le Musee d'Art Hatien, Port-au-Princes, Haiti
- 2021 : Les Raras de Sergine Andre, Palais des Beaux-Arts (Bruxelles) (BOZAR). Solo exhibition in association with Camarote[1]
- 2020 : Les Rencontres Transfrontalières Francophones, Hôtel de Ville de Saint-Louis, France
- 2020 : Map Danse Anba Lapli, Galerie de la Rage à Lyon, et Studio Bossiere à Montreuil
- 2019 : L'Amitié dans la Diversité d'Horizon et de la Culture II (exposition collective, curatrice), Private Show, Bruxelles
- 2015 : Célébration des mondes sensibles, 141 ans de la cité (exposition collective), Ateliers Mommen, Bruxelles
- 2014 : Regards sur la peinture haïtienne, Abbaye de Neumünster, Luxembourg-ville
- 2013 : Haïti, Royaume de ce monde, Institut français, Jacmel et en 2011 à la Galerie du Jour - Agnès B. à Paris[6],[7],[8]
- 2012 : Haïti, un futur pour son passé, Musée d'art moderne et d'art contemporain de Liège
- 2011 : Global Caribbean III, Art Basel, Miami
- 2011 : Pavillon d'Haïti, 54e Biennale de Venise[9],[10]
- 2010 : Femmes en mythologie, mythologie de femmes, Musée du Montparnasse, Paris[11]
- 2009 : Make Art like Voodoo, Patchworldverlag, Berlin[12]
- 2004 : FONDAM, Haitian Art Sale and Celebration, Washington
- 2002 : Haitian Art in Bloom, New York
- 2000 : Trio - Sergine Andre, Barbara Cardone, Pascale Monnin, Galerie Monnin, Pétionville
- 2000 : Haïti : Anges et Démons, Halle Saint Pierre, Paris[13]
- 1997 : Les femmes peintres d’Haïti, musée du Panthéon National Haïtien, Port-au-Prince
- 1996 : L'invisible, Sergine André et Pascale Monnin, Galerie Monnin

## Prix et distinctions
- 2000 : artiste invitée, Bag Factory, Johannesbourg
- 1998 : artiste invitée, École nationale supérieure des beaux-arts, Paris
- 1997 : Grand prix de l'Institut français, « Connaître les jeunes peintres »[2]